# Günther Jakobs
Günther Jakobs (Mönchengladbach, 26 de julho de 1937) é um autor de livros de Direito, filósofo  e  professor Emérito de direito penal e Filosofia do Direito. Na comunidade científica mais ampla, ele é mais conhecido por seu controverso conceito de Direito penal do inimigo.
Estudou Direito nas Universidades de Colônia, Kiel e Bonn, tendo graduado-se nesta última em 1967 onde defendeu a tese sobre direito penal e doutrina da competência. Em 1971, obteve título de advogado, em Bonn, mediante um trabalho sobre a negligência no delito com resultado, e no ano seguinte ocupou sua primeira cátedra na Universidade de Kiel.
Posteriormente, realizou uma prestigiosa carreira acadêmica na Universidade de Bonn nas áreas de Direito Penal, Direito Processual Penal e Filosofia do Direito, como continuador e com posterior superação da obra e da escola finalista de Hans Welzel, de quem foi discípulo.
Atualmente é professor aposentado da Universidade de Bonn.
Com as ideias do sociólogo Niklas Luhmann sobre a teoria dos sistemas apartou-se da doutrina finalista e criou o funcionalismo sistêmico fundado na racionalidade comunicativa. Após os ataques de 11 de setembro contra as Torres Gêmeas, em Nova Iorque, teve papel relevante na criação das bases filosóficas legitimadoras da guerra ao terror.

## Obra
O foco do trabalho científico de Jakobs Günther são os princípios básicos do direito penal, especialmente para fins penais, a teoria da atribuição e do conceito de culpa. Com vários delitos na Parte Especial do Código Penal alemão (SCC), ele tem estudado com mais detalhes áreas que para ele não estavam dogmaticamente claras, ou em que havia  interpretação jurisprudencial, como a questão da coerção (§ 240 StGB) e da falsificação (§ 267 StGB).